# Giuseppe Compagnoni (sciatore)
Giuseppe Compagnoni (Valfurva, 2 aprile 1943) è un ex sciatore alpino italiano.

## Biografia
Compagnoni, specialista delle prove tecniche, debuttò in campo internazionale in occasione della Coupe Émile Allais 1966, il 29 gennaio a Megève in slalom gigante (20º), e ai successivi Mondiali di Portillo 1966, sua prima presenza iridata, si classificò 16º nello slalom gigante e non completò lo slalom speciale. In Coppa del Mondo esordì il 9 gennaio 1967 ad Adelboden in slalom gigante, senza classificarsi, e ottenne il miglior risultato il 30 gennaio 1970 a Madonna di Campiglio nella medesima specialità (14º); ai successivi Mondiali di Val Gardena 1970, sua ultima presenza iridata, fu 16º nello slalom gigante. Prese per l'ultima volta il via in Coppa del Mondo il 16 marzo 1972 in Val Gardena in slalom gigante (21º); non partecipò a rassegne olimpiche.

## Palmarès

### Campionati italiani
- 6 medaglie[9]:
  - 1 oro (slalom speciale nel 1970)
  - 3 argenti (slalom gigante nel 1967; combinata nel 1970; slalom gigante nel 1971)
  - 2 bronzi (slalom gigante nel 1970; discesa libera nel 1971)